# 전동음
전동음(顫動音, trill, 문화어: 굴떨림소리)은 아래턱의 조음체와 위턱 조음점을 가볍게 몇 번 두들기면서 공기의 흐름을 막는 순간적인 폐쇄와 파열을 되풀이어서 내는 소리이다. 굴림소리, 떨림소리라고도 하며, 혀로 소리나는 것을 설전음(舌顫音)이라 한다.

## 국제 음성 기호
- [ʙ] - 양순 전동음
- [r] - 치조 전동음
- [ʀ] - 구개수 전동음
- [ʀ̟˖] - 경구개 전동음